# Mohammed Fuad Omar
Mohammed Fuad Omar (in arabo محمد فؤاد محمد عمر‎?; 13 marzo 1989) è un calciatore yemenita, difensore dell'Al-Mu'aidar e della nazionale yemenita.

## Carriera

### Club
Ha giocato nel campionato yemenita, bahreinita e qatariota.

### Nazionale
Ha esordito in nazionale nel 2012 e preso parte alla Coppa d'Asia 2019.